# هيلتون كابرال دي ألميدا
هيلتون كابرال دي ألميدا هو لاعب كرة قدم برازيلي، ولد في 8 يوليو 1942. لعب مع نادي فلامنغو.